# Karl August Mörtzsch
Karl August Mörtzsch (* 31. Oktober 1831 in Deuben; † 14. Oktober 1907 in Leipzig) war ein deutscher Schachkomponist. Er gilt als erster Vertreter des Problemschachs aus der Arbeiterklasse.

## Familie und Beruf
Mörtzsch war das fünfte Kind von Johann Gottfried Mörtzsch und dessen Ehefrau Anna Elisabeth Mörtzsch (geborene Menzelin). Er erlernte den Beruf des Zigarrenmachers, den er zuhause praktizierte. Mörtzsch lebte in Leipzig-Lindenau, zog jedoch in seinen letzten Lebensjahren nach Leipzig-Schleußig.
Mörtzsch hatte acht Kinder. Er hielt sich vermutlich 1903 bis 1904 in New York auf, wo auch einer seiner Söhne lebte.
Seit 1890 litt Mörtzsch an neuralgischen Gesichtsschmerzen, die auch nach fünf Operationen nur jeweils zeitweilig verschwanden.

## Schach
Vermutlich hat sich Mörtzsch das Schachspiel selbst beigebracht. Seine ungewöhnlichen Schachfiguren hat er wohl selbst aus Zigarrenwickelformen gefertigt und mit Ölfarbe angestrichen. Obwohl er später von einem Verehrer seiner Schachaufgaben, vermutlich dem Grafen von Pongracz, ein Schachbrett mit Elfenbeinfiguren geschenkt bekam, benutzte Mörtzsch weiterhin seine Figuren. Mörtzschs Versuch, seine Kinder für das Schachspiel zu begeistern, schlug fehl.
In jungen Jahren war Mörtzsch oftmals Gast im Leipziger Café National. Zwei der dortigen Spieler besuchten Mörtzsch in Lindenau, darunter auch Wenk, der zu den stärksten Schachspielern der Leipziger Schachgesellschaft Augustea zählte. Ob Mörtzsch ebenfalls Mitglied der Augustea war, ist jedoch umstritten.
Die Zahl von Mörtzsch komponierten Schachaufgaben ist nicht genau bekannt. Von 1859 bis 1900 wurden mindestens 49 publiziert. Da Mörtzsch keine Aufzeichnungen anstellte und somit auch keine Duplikate seiner Aufgaben zurückbehielt, gingen eventuell unveröffentlichte Aufgaben verloren. Die heutzutage bekannten Aufgaben wurden vor allem von Oskar Korschelt und Willy Roscher aus Zeitungen und Zeitschriften zusammengetragen. Korschelt fand zunächst 45 Aufgaben, die er im August 1911 in der Deutschen Arbeiter-Schachzeitung veröffentlichte. Im Oktober 1931 sah Roscher in einem Artikel in der Arbeiter-Schachzeitung die Sammlung als vollständig an, nachdem er vier weitere Aufgaben gefunden und fünf inkorrekte Aufgaben korrigiert hatte.
In seinen Aufgaben setzte Mörtzsch vor allem auf lösernahe Effekte wie lange Damenzüge, Damenopfer und Hineinziehungsopfer. In ihrem vierteiligen Artikel hoben Burzlaff und Zucker in Schach 1977 und 1978 die widrigen Umstände hervor, gegen die der Arbeiterstand im 19. Jahrhundert ankämpfen musste, die für die historische Einordnung von Mörtzschs Schaffen zu berücksichtigen seien.

## Weblink
- Kompositionen von Karl August Mörtzsch auf dem PDB-Server